# Чого чекати, коли чекаєш на дитину
«Чого чекати, коли чекаєш на дитину» (англ. What to Expect When You're Expecting, «На що надіятися, коли ти при надії») — американська комедійна драма режисера Кірка Джонса, заснована на однойменній книзі. Прем'єра відбулася 17 травня 2012.

## Сюжет
Історія про п'ять закоханих пар в очікуванні дітей. Перша пара — переможці шоу «Танці з зірками», танцівник і ведуча реаліті-шоу про схуднення. Друга пара має вагітність через випадковий секс, вони розгублені, але вирішують одружитися, та все закінчується викиднем. У третій парі жінка володіє крамницею для вагітних і знає всю красиву теорію, але на практиці має непросту вагітність і важкі пологи з кесаревим розтином. Четверта пара — старий татусь (батько чоловіка з попередньої пари) із молодою спортивною красунею, яка легко народжує двійнят. Пʼята пара безплідна, і вони наважуються на всиновлення, хоча чоловік не був готовий до швидкого розвитку подій. Крім батька з сином, пари не знайомі, хоча й випадково перетинаються. Єдине, що їх повʼязує — одночасні вагітності й пологи.

## В ролях
| Актор                | Роль                |
| -------------------- | ------------------- |
| Дженніфер Лопес      | Холлі               |
| Родріго Санторо      | Алекс               |
| Венді МакЛендон-Кові | Кара                |
| Джо Манганьєлло      | Девіс               |
| Камерон Діас         | Джулс Бекстер       |
| Метью Морісон        | Єван Вєбер          |
| Елізабет Бенкс       | Венди Купер         |
| Бен Фальконе         | Гаррі Купер         |
| Анна Кендрік         | Розі                |
| Кріс Рок             | Вік                 |
| Бруклін Декер        | Скайлер Купер       |
| Денніс Квейд         | Ремзі               |
| Чейс Крофорд         | Марко               |
| Томас Леннон         | Крейг               |
| Ребел Вілсон         | Дженис              |
| Шерил Коул           | камео               |
| Taboo                | камео               |
| Кім Філдс            | Соціальний робітник |